# Piri Piri
Piri Piri ist die portugiesische Bezeichnung für Chilischoten, weiterhin ein Beiname für scharfe Gerichte in Portugal sowie die Bezeichnung einer pikanten Gewürzsoße. Der Begriff wird auch in Ländern des afrikanischen Kontinents verwendet – dort auch als Peri Peri oder Pili Pili – und hat sich aus den vormals portugiesischen Kolonien heraus verbreitet. 

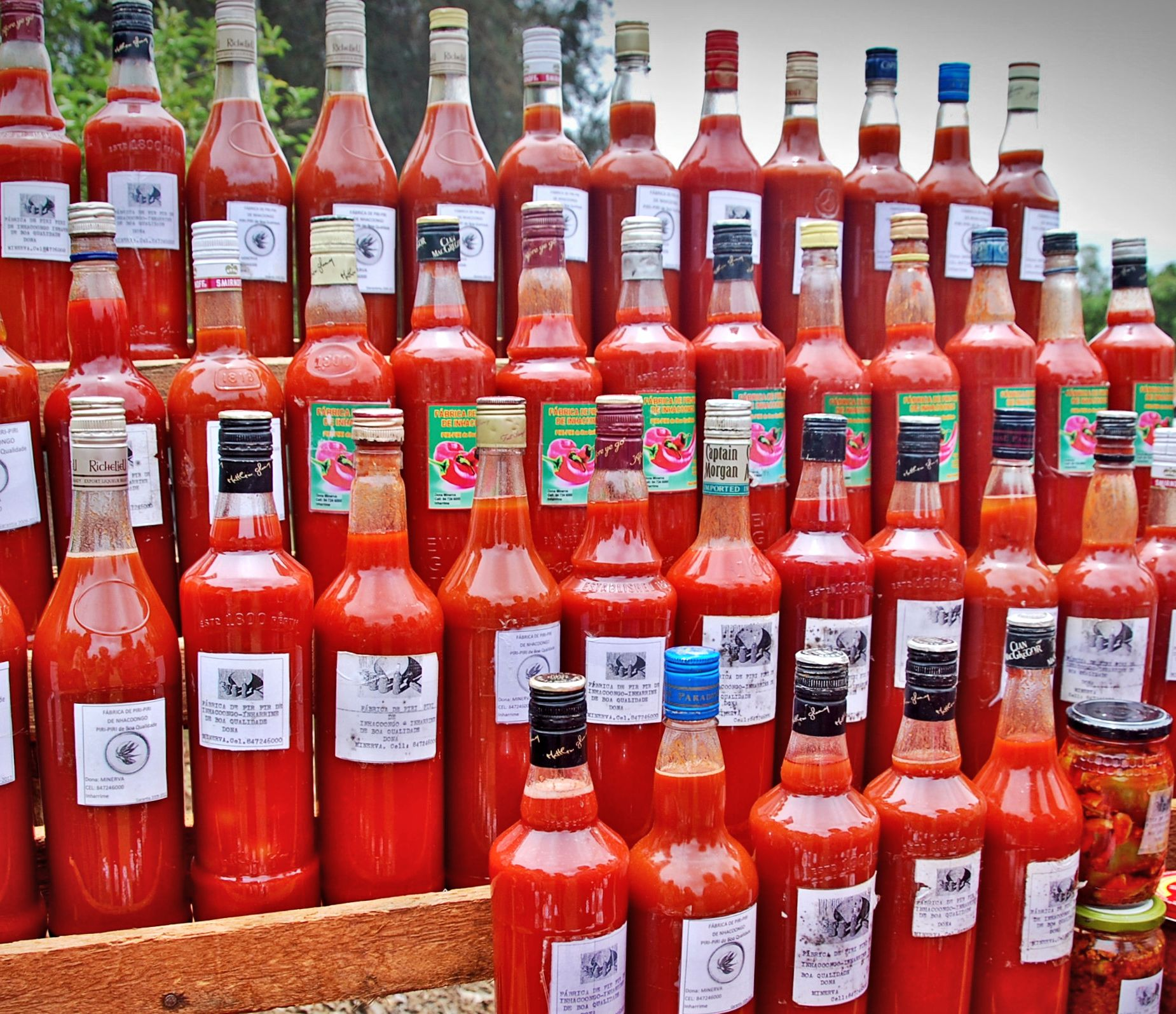
Piri-Piri-Soße auf einem Markt in Mosambik

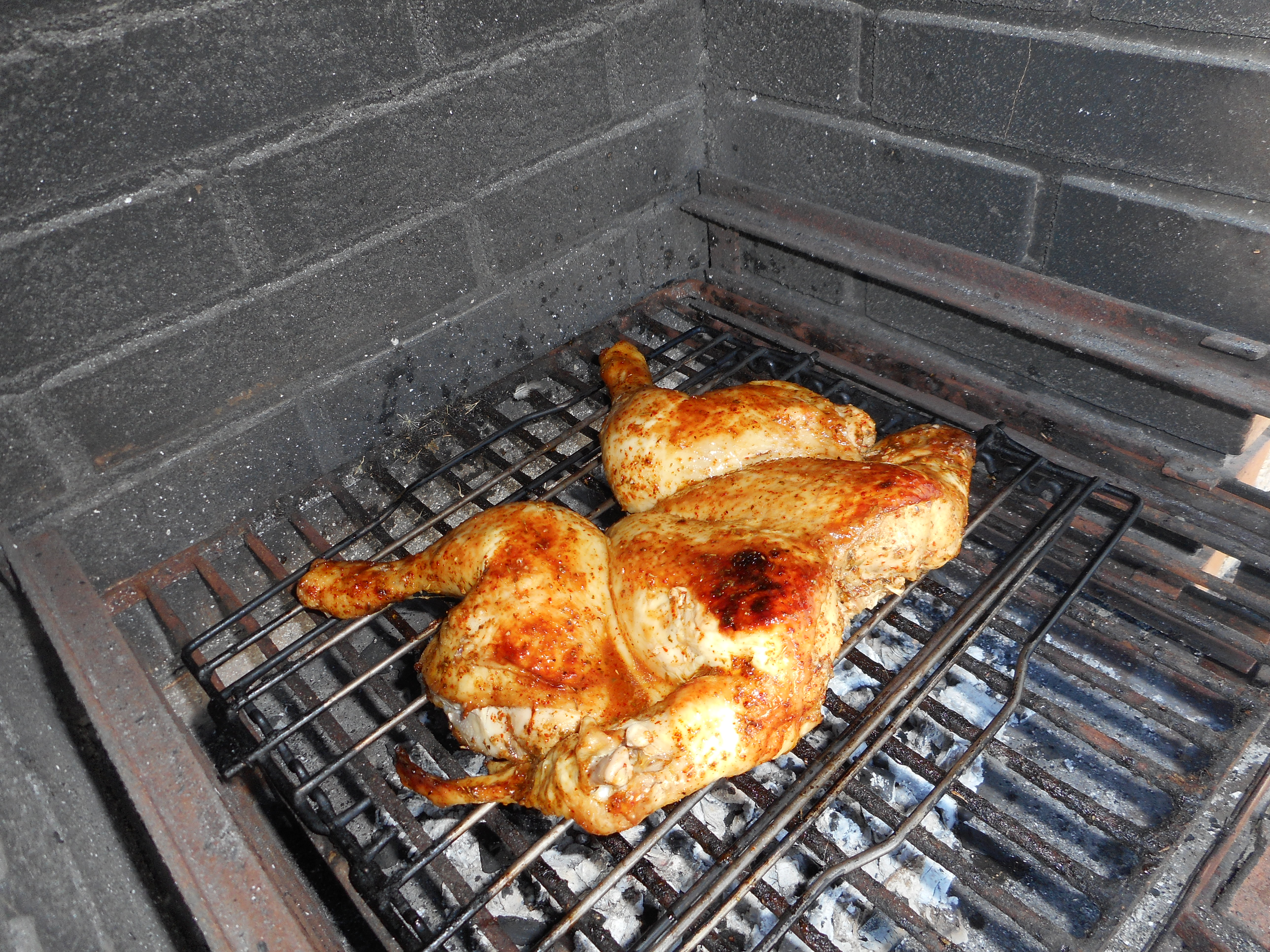
„Frango Piri Piri“, scharfes portugiesisches Hühnchen in Chilisoße mariniert

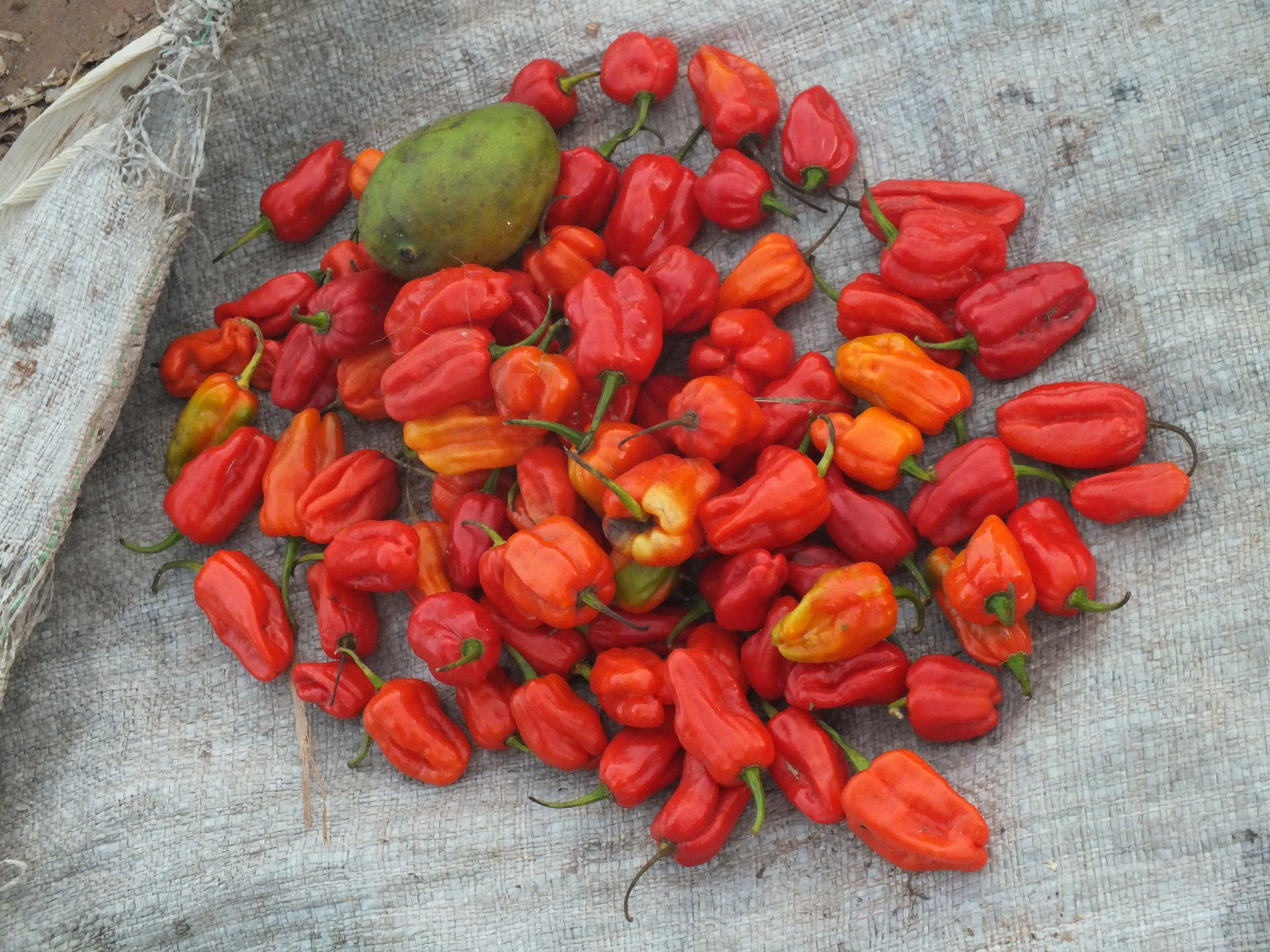
Chilischoten, genannt Piri Piri, hier am Tanganjikasee

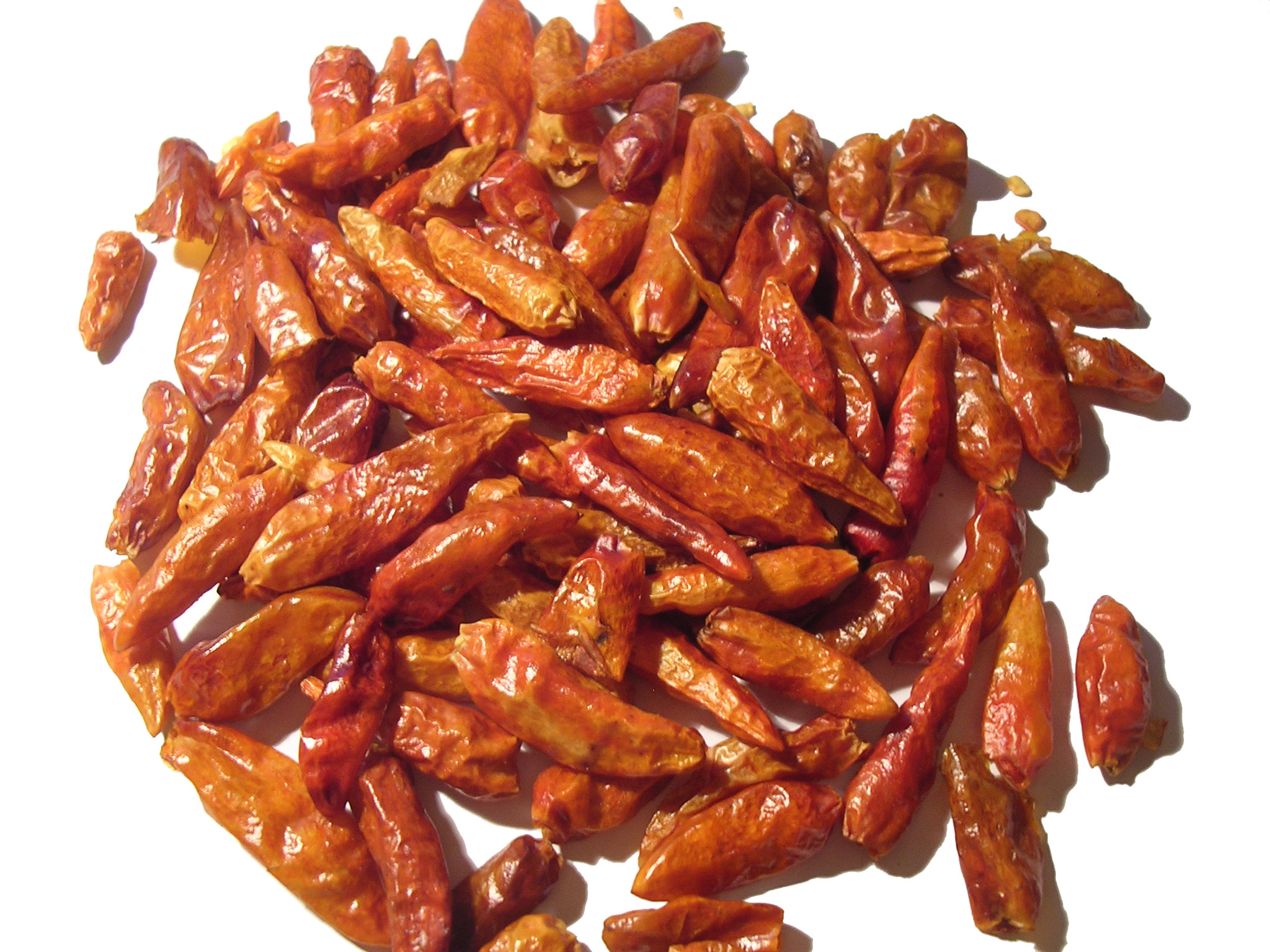
Getrocknete Schoten, die in Portugal und Westafrika unter dem Sammelbegriff Piri Piri bekannt sind

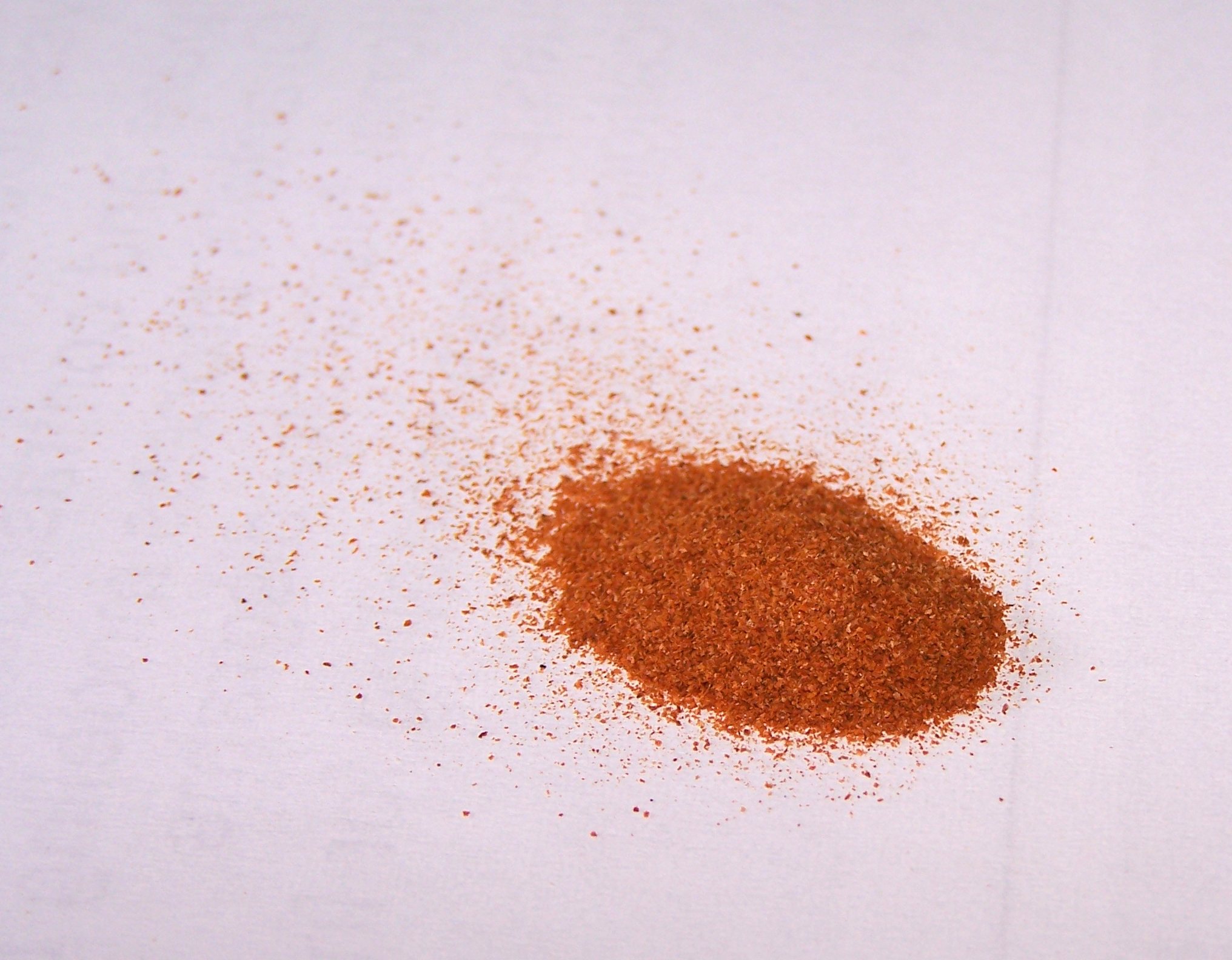
Getrocknete und gemahlene Chilis als Piri-Piri-Gewürzpulver

## Wortherkunft
Der Begriff Piri Piri findet sich in Swahili und bedeutet Pfeffer, Pfeffer. Portugiesische Händler brachten kleinschotige Pflanzen der Art Capsicum frutescens in die afrikanischen Kolonien. Dort bildete sich der Name Piri Piri oder auch Peri Peri beziehungsweise Pili Pili heraus. In Staaten wie dem heutigen Angola, Simbabwe, Südafrika oder Uganda wurde der Anbau kultiviert und aus der ursprünglichen Pflanze die Birdeye-Chili gezüchtet. In Malawi und Simbabwe wird diese großflächig angebaut. In Portugal bezeichnet Piri Piri heute generell scharfe Chilis.

### Piri Piri als Sammelbegriff
In Portugal werden mehr oder weniger alle (roten) Chilisorten unter dem Begriff subsumiert. Kleine und scharfe Früchte werden jedoch bevorzugt und auch häufig in heimischen Gärten angebaut.

### Piri Piri als Gewürz
Sehr oft werden in Portugal, in einigen Gebieten Spaniens und Teilen Afrikas die Chilischoten gebündelt, luftgetrocknet und dann erst als Gewürz verwendet. Die trockenen Chilis können dann zu Pulver weiterverarbeitet werden. Aus den geschroteten Früchten kann auch eine Würzpaste unter Zugabe von Zitronensaft und/oder weiteren Gewürzen hergestellt werden. Diese Variante findet sich in Westafrika verbreiteter als in Portugal.

### Piri Piri als Namenszusatz
In der portugiesischen Küche kennzeichnet dieser Zusatz hinter dem Namen des Gerichtes dies als eine scharfe Variante, die mit Chili – meist durch eine Marinade – gewürzt wurde. Über die Landesgrenzen hinweg ist etwa scharfes gegrilltes Hühnchen – Frango Piri Piri – bekannt.

### Piri Piri als Gewürzsoße
Eine feste Rezeptur existiert nicht. Lediglich die Grundzutaten frische Chilischoten, Zitrone, Öl und Paprika sind dieselben. Je nach Region werden zur Würzung Zwiebeln, Salz sowie Pfeffer, Nelkenpfeffer, Estragon und/oder Lorbeerblätter hinzugefügt. Auch die Schärfegrade können stark variieren. In Teilen Westafrikas gehört die Würzsoße zur Grundausstattung der Küche. Mittlerweile sind diverse Variationen an Rezepten zur eigenen Herstellung in Küchen- und Rezeptportalen zu finden. Ebenso werden fertige Produkte über das Internet vertrieben oder werden im Feinkostsortiment von Supermärkten außerhalb der Herstellungsländer zum Kauf angeboten.